# Zacharias Kopystenski
Zacharias Kopystensky (nacido en Przemyśl, Polonia - fallecido el 21 de marzo de 1627) fue archimandrita de Kiev Pechersk Lavra en Ucrania. Es mejor conocido por su polémica obra Palinode, en la que defendió la ortodoxia oriental contra los uniatas.  También tradujo el Horologion y las obras de Juan Crisóstomo.
Kopystensky estudió en la Academia Ostroh. Mientras vivió, Kiev fue parte de la Mancomunidad polaco-lituana y Kopystensky pertenecía a un círculo de clérigos ortodoxos que promovían ideas de liberación nacional y autoconservación cultural. Es probable que sea el autor de la Crónica de Hustyn, que narra la historia de Ucrania hasta 1598. Sucedió a Yelisey Pletenetsky como archimandrita en 1624.
Kopystensky redescubrió el Códice Hipaciano en 1617 y lo llevó a Kiev para que los monjes lo copiaran. 